# Money (Geolier)
Money è un singolo del rapper Italiano Geolier pubblicato il 18 novembre 2022 come secondo estratto dal suo secondo album in studio Il coraggio dei bambini.

## Descrizione
Il brano parla di come la vita del rapper sia cambiata dopo il successo avuto dalla carriera musicale.

## Video musicale
Il video, diretto da Davide Vicari, è stato pubblicato in concomitanza del lancio del singolo sul canale YouTube del rapper.

## Tracce
Testi di Emanuele Palumbo, musiche di Gennaro Petito e Davide Totaro.
1. Money – 2:45

## Formazione
Musicisti
- Emanuele Palumbo – voce
- Naike Marie, Arianna De Stefano, Giorgia Alvigi, Fabrizio Di Vaio, Tommaso Barile, Andrea Pace, Mattia Scognamiglio – cori

Produzione
- Davide Totaro – produzione
- Gennaro Petito – produzione

## Classifiche
| Classifica (2023) | Posizione massima |
| ----------------- | ----------------- |
| Italia            | 8                 |